# Chlorophytum viscosum
Chlorophytum viscosum är en sparrisväxtart som beskrevs av Carl Sigismund Kunth. Chlorophytum viscosum ingår i släktet ampelliljor, och familjen sparrisväxter. Inga underarter finns listade i Catalogue of Life.